# Conferència de Vílnius

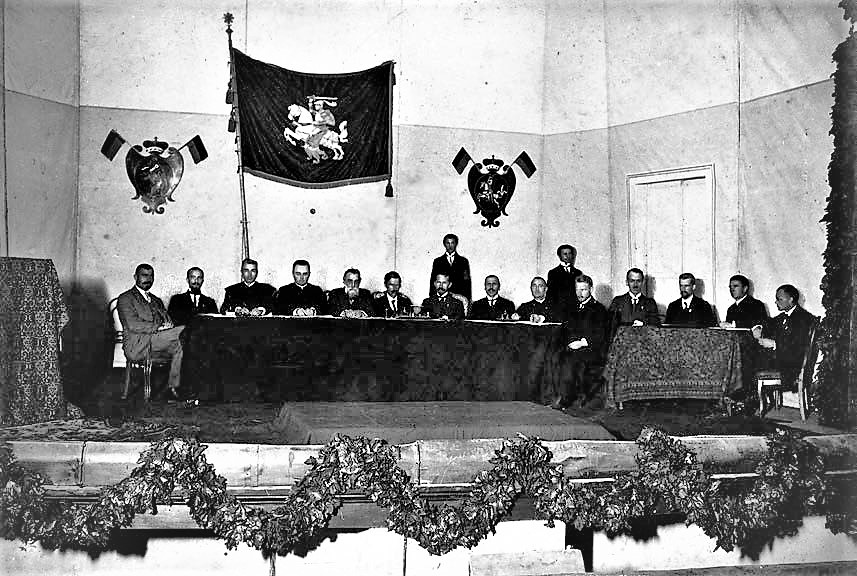
Presídium i secretariat de la Conferència de Vílnius. El saló estava decorat amb petites banderes de dos colors (vermell i verd) (tres són visibles a la imatge). Aquest va ser un dels suggeriments de la Bandera de Lituània. Els delegats van decidir que era massa fosc i ombrívol i, finalment, s'hi va afegir una franja groga.

La Conferència de Vílnius (en lituà:Vilniaus konferencija) va ser realitzada entre el 8 i el 22 de setembre de 1917, durant la Primera Guerra Mundial. Aquesta Conferència va servir per començar el procés d'estabilització d'un estat lituà independent, basat en la igualtat ètnica i en la llengua lituana, on Lìtuània quedava separada de l'Imperi Rus, de Polònia i l'Imperi Alemany.
No obstant això, mentre les tropes de l'Imperi Alemany ocupaven tot el territori lituà a conseqüència de les seves victòries bèl·liques sobre Rússia, les autoritats alemanyes d'ocupació volien prevenir que la Conferència actués, i evitar tota menció a la independència de Lituània. De fet, l'estancament de les ofensives militars del front oriental havia estimulat que el govern imperial alemany determinés encoratjar un nacionalisme limitat, en els territoris orientals que estaven sota la seva ocupació, en considerar que seria més útil, per a Alemanya, incitar que les nacions abans dominades per l'Imperi Rus s'oposessin ara a aquest, amb la formació dels seus estats propis, però subordinats políticament i militar a l'Imperi Alemany.
Per això van ser seleccionats per l'administració militar alemanya vint membres del Consell de Lituània que, contràriament a les intencions alemanyes, es van embarcar en al restabliment d'un estat independent lituà. La Revolució d'Octubre de 1917 va accelerar la descomposició militar de Rússia i va incitar que el govern alemany busqués aprofitar la situació i aconseguir els majors avantatges territorials i polítiques que fossin possibles al front oriental.
En advertir que el Consell de Lituània començava a manifestar intencions pro-independentistes, les autoritats de l'Ober-Ost alemany es van veure en una seriosa dificultat. D'una banda no desitjaven imposar la seva autoritat per la força als lituans, i malmetre així tot el seu esforç de propaganda en els països bàltics, però tampoc no estaven disposats a permetre un Estat Lituà totalment independent. Així doncs, els delegats alemanys al Consell de Lituània van imposar una "Declaració" en la qual els delegats lituans condemnaven l'imperialisme rus i alhora asseguraven la "completa lleialtat" de Lituània a l'Imperi Alemany, amb l'establiment, en altres clàusules, de certs estrets vincles militars i econòmics amb Alemanya. Els delegats lituans van acceptar les mencions antirrusses però també van rebutjar les clàusules proalemanyes i van eliminar tota menció a la "lleialtat" lituana.
En no aconseguir els seus objectius, l'administració militar alemanya es va negar a convidar els delegats lituans a les negociacions del Tractat de Brest-Litovsk i va posar fi a la Conferència de Vílnius, però els líders lituans no van abandonar el seu desig i així, clandestinament, i en contra de les intencions alemanyes, van signar l'any següent la Declaració d'Independència de Lituània.